# 1er régiment de cavalerie de Virginie
Le 1er régiment de cavalerie de Virginie est un régiment de cavalerie qui est formé en Virginie pour servir dans l'armée des États confédérés lors de la guerre de Sécession. Il combat principalement aux côtés de l'armée de Virginie du Nord.

## Fondation et formation
Le régiment achève son organisation à Winchester, en Virginie, en juillet 1861, sous le commandement du colonel James Ewell Brown Stuart, aux ordres du général Thomas Jackson. Contrairement à la plupart des régiments, celui-ci compte douze compagnies. Les hommes proviennent des comtés d'Amelia, Augusta, Berkeley, Clarke, Frederick, Gloucester, Jefferson, Loudoun, Rockbridge, Rockingham et Washington.

## Historique des engagements

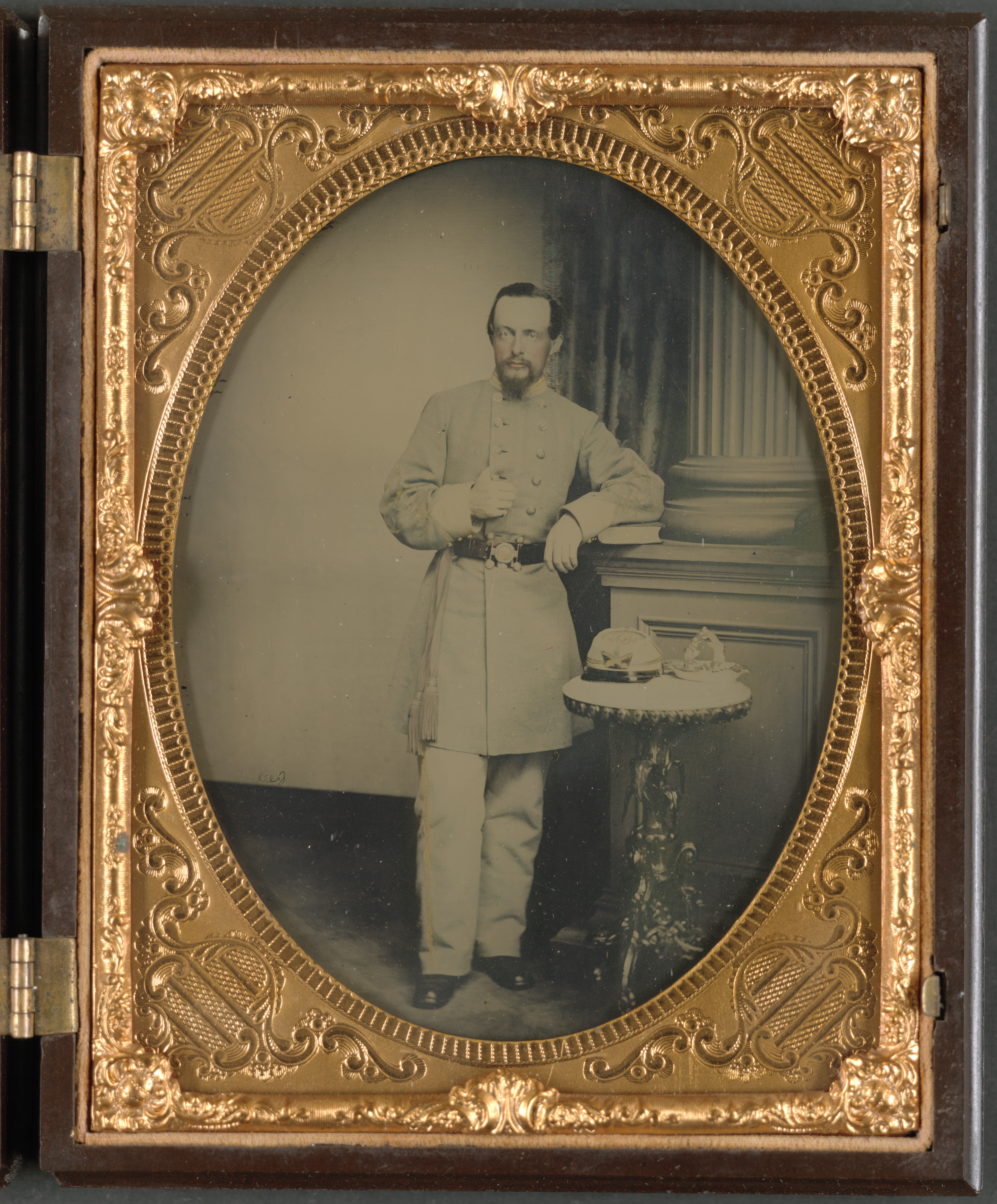
Capitaine George Riggs Gaither de la compagnie K, 1ère cavalerie de Virginie

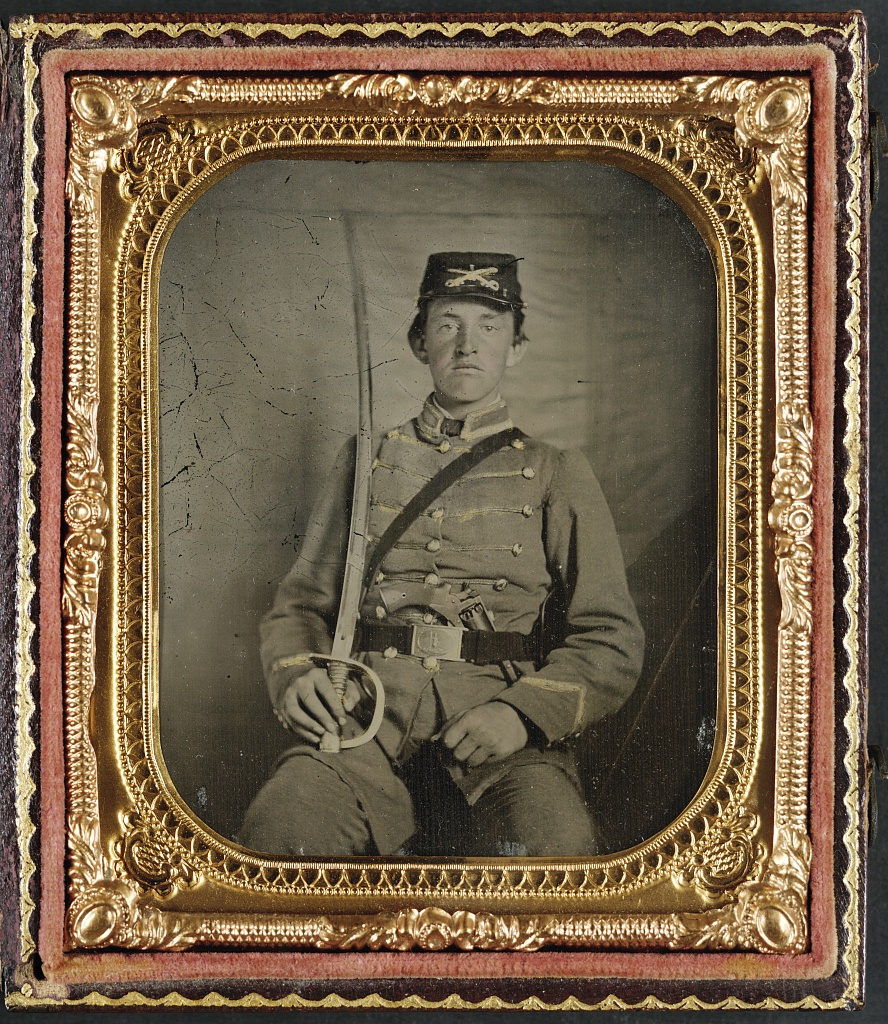
Soldat David M. Thatcher de la compagnie B, troupe de Berkeley, 1er régiment de cavalerie de Virginie

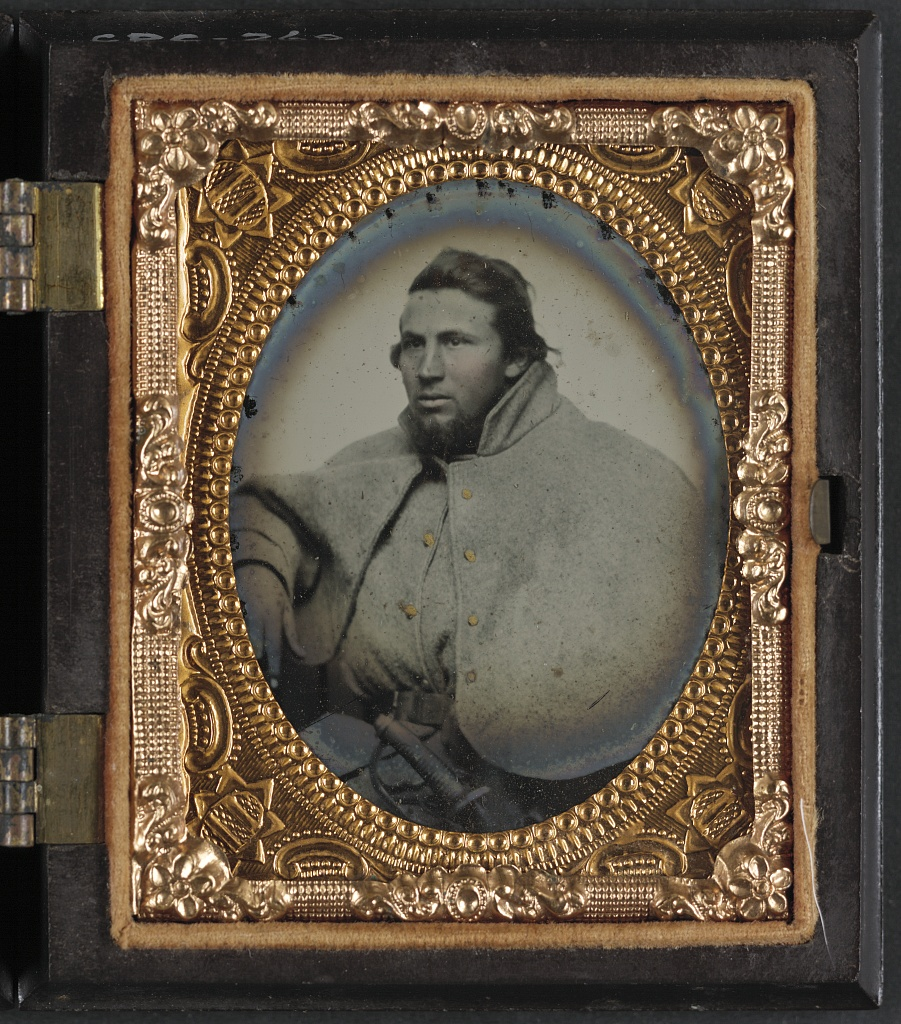
Soldat non identifié du 1er régiment de cavalerie de Virginie en manteau

Le 1er régiment de cavalerie de Virginie participe à plus de 200 engagements de différents types tout au long de la guerre de Sécession, au cours de laquelle il est remanié à plusieurs reprises. Ses pertes importantes lors de la première bataille de Bull Run conduisent à une réorganisation et à un placement sous le commandement du général de brigade J.E.B Stuart. Cependant, les membres sont autorisés à élire leurs officiers inférieurs et ils ne réélisent pas l'officier de carrière et futur général confédéré William E. Jones (en), qui est ensuite transféré pour diriger la 7e cavalerie de Virginie (en). Ainsi, le général Stuart transmet ses ordres au lieutenant-colonel (et futur gouverneur de Virginie) Fitzhugh Lee. 
En 1862, le régiment participe aux batailles des Sept Jours et à la chevauchée de Stuart autour de George McClellan. Le régiment participe ensuite à des affrontements de cavalerie à Gainesville, Bull Run (seconde bataille), Antietam, Fredericksburg, Kelly's Ford, Chancellorsville, Brandy Station, Gettysburg, Bristoe Station, Wilderness, Todd's Tavern, Spotsylvania, Bethesda Church et Cold Harbor.
En 1863, une nouvelle réorganisation de l'armée confédérée place le 1er régiment de cavalerie de Virginie sous le commandement du général Williams Carter Wickham (anciennement du 4e cavalerie de Virginie (en)). Bien que décimé par les pertes et les redditions sous le général Jubal Early alors qu'il défend la vallée de Shenandoah à la fin de la guerre, le régiment met techniquement fin à celle-ci sous le commandement du général Thomas T. Munford (en) (anciennement du 2e cavalerie de Virginie (en)).
En 1864, le régiment participe aux opérations de Jubal Early dans la vallée de Shenandoah. Bien que de nombreux soldats restants soient tués ou blessés, ou autorisés à rentrer chez eux au début de 1865, les membres restants participent à la défense de Petersburg et à la campagne d'Appomattox. Les restes de l'unité de cavalerie traversent les lignes fédérées à Appomattox, peu de temps avant sa dissolution officielle. Un seul homme de cette unité est présent lors de la reddition. 
En avril 1862, le régiment compte 437 hommes. Il perd 8 % des 310 engagés à Gettysburg en juillet 1863 et compte 318 aptes au service en septembre 1864. Les autres officiers de terrain comprennent les colonels R. Welby Carter (de la compagnie H, fils du sénateur John A. Carter (en)), James H. Drake et William A. Morgan ; les lieutenants colonels L. Tiernan Brien et Charles R. Irving, et le major Robert Swan (par ordre alphabétique).
Le futur avocat général américain Holmes Conrad (en) s'enrôle dans la compagnie A au début de la guerre. Il est nommé lieutenant et finalement transféré au quartier général de la division.
La compagnie F se vante de compter un homonyme d'Abraham Lincoln, un soldat du comté de Jefferson. Cependant, il déserte en 1864.

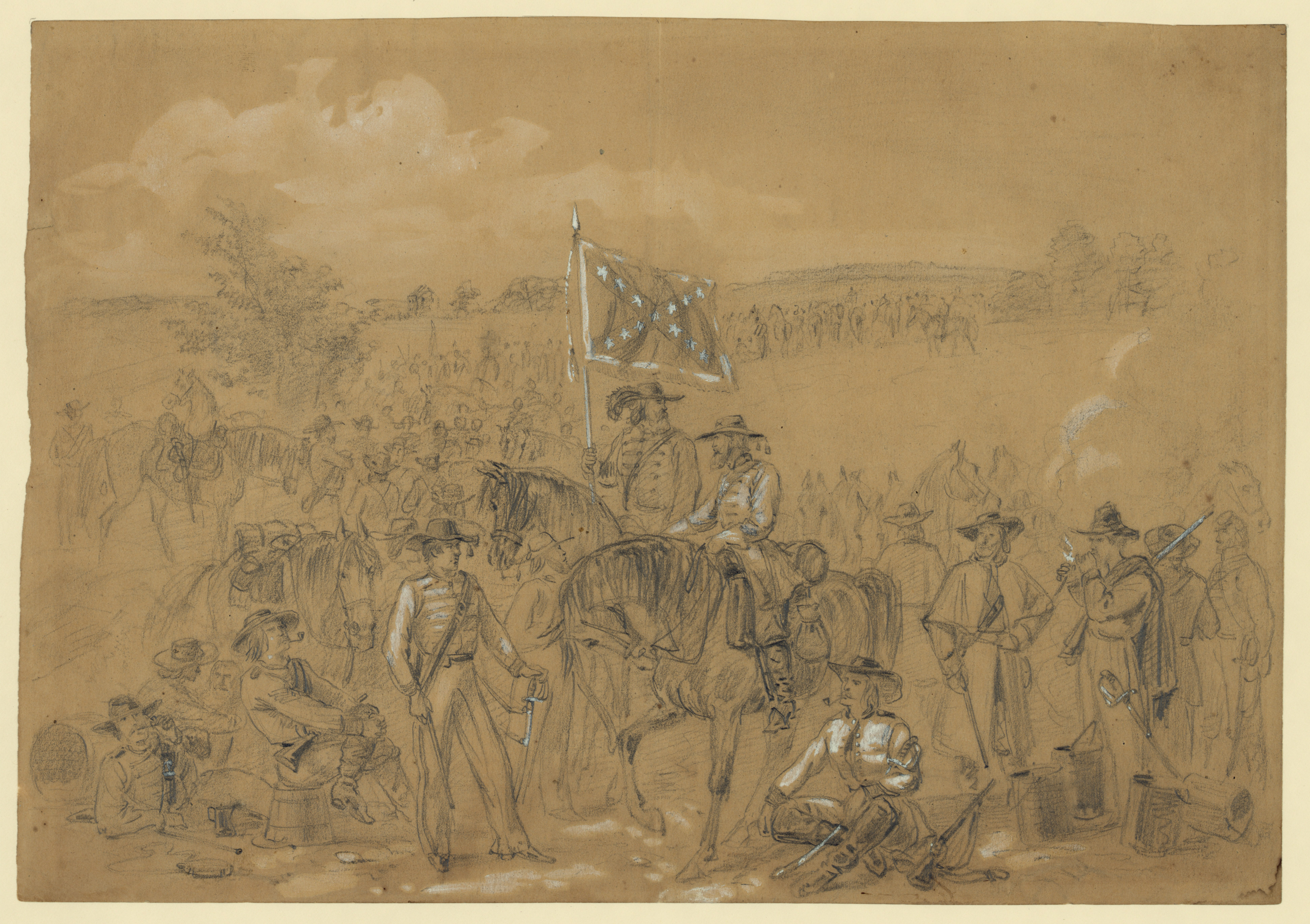
Le 1er régiment de cavalerie de Virginie à l'arrêt par Alfred R. Waud.

## Attachements temporaires
La cavalerie du Mississippi de la compagnie indépendante du capitaine Martin et la cavalerie de l'Alabama de la compagnie indépendante du capitaine Stone sont temporairement attachées à ce régiment en tant que compagnie N et O.